# Thapsinillas
Thapsinillas is een voormalig geslacht van zangvogels uit de familie buulbuuls (Pycnonotidae). De soorten in dit geslacht zijn verplaatst naar het geslacht Hypsipetes.

## Soorten
Het geslacht kende de volgende soorten:
- Thapsinillas affinis – Molukse buulbuul
- Thapsinillas longirostris –  Sulabuulbuul
- Thapsinillas mysticalis – Burubuulbuul